# Jan Švankmajer
Jan Švankmajer (ur. 4 września 1934 w Pradze) – czeski rzeźbiarz, poeta, eseista, reżyser filmowy, jeden z najbardziej uznanych twórców animacji poklatkowych. Do inspiracji dziełami Jana Švankmajera chętnie przyznawali się tacy artyści jak Tim Burton, Terry Gilliam czy bracia Quay.
W 2006 roku film Švankmajera Szaleni (Šílení), czerpiący z legendy markiza de Sade’a i atmosfery opowiadań Edgara Allana Poego, został zaprezentowany na XXII Warszawskim Międzynarodowym Festiwalu Filmowym.
Jego żoną była Eva Švankmajerová, słynna malarka i pisarka; zajmowała się również ceramiką. Współpracowała z mężem przy wielu jego filmach, m.in. Fauście i Alicji.

## Życiorys
Jan Švankmajer urodził się w Pradze jako syn krawcowej i wykonawcy witryn sklepowych. W latach 1950–1954 studiował na wydziale Sztuki Stosowanej w Pradze, gdzie po raz pierwszy zetknął się z surrealizmem. Kontynuował naukę w Wyższej Szkole Rzemiosł Artystycznych, gdzie studiował scenografię teatralną, potem przerzucił się na wydział lalkarstwa w Akademii Sztuk Dramatycznych (DAMU). W pierwszych latach po studiach pracował w teatrach lalkowych. Zaczynał od prowincjonalnego Liberca, ale już na początku lat 60. założył legendarny dziś zespół Teatr Masek w ramach praskiego Teatru Semafor. Po konflikcie z dyrekcją Švankmajer i jego współpracownicy związali się z Teatrem Laterna Magika.
W 1967 roku poświęcił Rudolfowi II, który był znawcą i pasjonatem alchemii i okultyzmu, a stolicę Czech zmienił w XVI wieku w europejskie centrum nauk tajemnych, film „Historia naturae”. W wielu innych animacjach dawał wyraz fascynacji twórczością nadwornego malarza cesarza-alchemika, Giuseppe Arcimbolda. Czasem, jak w słynnych „Możliwościach dialogu”, składał otwarcie hołd włoskiemu malarzowi. W innych filmach te odwołania nie były aż tak bezpośrednie.
Pod koniec lat 60. Švankmajer zaczął coraz głębiej wchodzić w surrealizm. W Pradze od lat 30. XX wieku działała silna grupa surrealistyczna zasilana przez kolejne pokolenia artystów. Należała do niej również jego żona Eva, ceniona malarka, a przy okazji współpracownica męża. Sam artysta dołączył oficjalnie do Czeskiej Grupy Surrealistycznej po rozmowie z jej głównym teoretykiem Vratislavem Effenbergerem na początku lat 70., choć animacje w surrealistycznym duchu robił już kilka lat wcześniej.
Po 1968 w Czechach nastał jednak zły czas dla fantastów. Krótkometrażówki Švankmajera coraz częściej trafiły na półki, a w pierwszej połowie lat 70. praktycznie stracił możliwość kręcenia autorskich filmów. Przez niemal dekadę dorabiał, realizując animowane czołówki do obrazów innych reżyserów (m.in. do kultowego „Wampira z Ferratu”). Za czasów komunizmu tworzył również książki, ręcznie robione w kilku egzemplarzach, bo żadne czeskie wydawnictwo nie ośmieliło się ich wówczas opublikować.
Švankmajerowi pozwolono wrócić do kina pod koniec lat 70., ale pod warunkiem, że będzie się ograniczać do ekranizowania klasyki literatury. Animator nie miał z tym problemu, robił filmy na podstawie swoich ulubieńców. Nakręcił adaptacje „Zagładę domu Usherów” oraz „Studnię i wahadło” Edgara Allana Poego, na podstawie powieści Horacego Walpole’a zrobił „Zamek w Otranto”. Do Lewisa Carrolla po raz pierwszy sięgnął już w 1971 roku w filmie „Jabberwocky”, powrócił do niego w 1985 roku kręcąc „Něco z Alenky”, swoją autorską interpretację „Alicji w Krainie Czarów”.
W roku 1972 ożywione ryciny malarza przeplatały się z kadrami z życia codziennego Czechów w „Leonardův deník”, co doprowadziło do zakazu kręcenia przez niego filmów przez 7 lat. Kilka lat później rozpoczął serię eksperymentów dotykowych, które miały wpływ zarówno na jego późniejszą twórczość, jak i całą filozofię artystyczną.
W 1975 wydrukował esej „Przyszłość należy do maszyn masturbacyjnych” we francuskiej antologii Vincenta Bounoure’a „La civilisation surréaliste”, a pomysły zamieszczone w artykule zostały rozwinięte w filmie „Spiklenci slasti” nakręconym dwadzieścia lat później.
Wraz z żoną pod pseudonimem J.E i E.J. Kostelec tworzyli serie ceramik oraz kolaży dotykowych, obrazów i portretów kolegów z grupy. Kupili także nieopodal granicy niemieckiej zamek w Horní Staňkov i zmienili go w surrealistyczną „komorę sztuki”.
„Možnosti dialogu” to krótkometrażowy film, za który Švankmajer otrzymał kilka międzynarodowych nagród. W Czechosłowacji natomiast znalazł się na czarnej liście i był pokazywany na posiedzeniach komisji ideologicznej Centralnego Komitetu Czechosłowackiej Partii Komunistycznej, jako przykład filmu, jakiego nie należy dopuszczać do realizacji.
Pierwszym jego filmem długometrażowym dystrybuowanym za granicą był „Něco z Alenky”, który miał premierę na berlińskim festiwalu filmowym i pokazywany był w Stanach Zjednoczonych.
Na zlecenie MTV nakręcił teledysk „Jiný druh lásky” („Another Kind of Love”) do piosenki Hugh Cornwella, byłego wokalisty zespołu Stranglers. Rok później, w 1989 roku nakręcił także dla MTV „Zamilované maso” oraz „Tma-Světlo-Tma”, dzięki którym zdobył międzynarodowe nagrody.
W 1990 roku powstał „Konec stalinismu v Čechách”, jedyny jego jawnie polityczny film. W tym samym roku „Možnoski dialogu” zdobył nagrodę na festiwalu Annency Film Festival i został uznany za najlepszy film w dziejach tego festiwalu.
Trzy lata później nakręcił „Lekce Faust” na podstawie „Tragicznych dziejów doktora Fausta” Christophera Marlone’a oraz „Fausta” Goethego. Przedłużający się plan zdjęciowy obfitował w wiele tajemniczych wydarzeń, m.in. dwie próby samobójcze.
W 1997 roku Švankmajer otrzymał nagrodę „Persisten of Vision” („Trwałość Wizji”) na festiwalu filmowym w San Francisco.

## Švankmajer twórca
W pracy artysty dopatrywano się podobieństw do Borowczyka. „Podobieństwa między nami są powierzchowne” – odparł. „Borowczyk jest egzystencjalistą, ja jestem surrealistą”.
Krytycy zarzucają mu, jak na ortodoksyjnego surrealistę, zbytnią skłonność do makabry. Reżyser twierdzi, że jest surrealistą wojującym, a dzisiejsze czasy zmuszają do przyjęcia postawy agresywnej. Humor i mistyfikacja stanowią lepszą broń przeciw panującym, także w postkomunistycznym świecie, ideom siły – twierdzi.

## Filmografia

### Scenariusz
- 2010: Přežít svůj život
- 2005: Szaleni (Šílení)
- 2000: Mały Otik (Otesánek)
- 1996: Spiskowcy rozkoszy (Spiklenci slasti)
- 1994: Faust
- 1992: Jídlo
- 1990: Konec stalinismu v Čechách
- 1989: Ciemność, światło, ciemność (Tma/Světlo/Tma)
- 1989: Flora
- 1989: Meat Love
- 1988: Męskie gry (Mužné hry)
- 1988: Coś z Alicji (Něco z Alenky)
- 1988: Another Kind of Love
- 1983: Do piwnicy (Do pivnice)
- 1983: Wahadło, studnia i nadzieja (Kyvadlo, jáma a naděje)
- 1982: Wymiar dialogu (Možnosti dialogu)
- 1981: Zánik domu Usherů
- 1977: Otrantský zámek
- 1972: Leonardův denik
- 1971: Žvahlav aneb Šatičky Slaměného Huberta
- 1970: Don Šajn
- 1970: Kaplica czaszek (Kostnice)
- 1969: Cichy tydzień w domu (Tichý týden v domě)
- 1968: Ogród (Zahrada)
- 1968: Picknick mit Weissmann
- 1968: Mieszkanie (Byt)
- 1967: Historia natury (Historia Naturae, Suita)
- 1966: Et Cetera
- 1966: Trumniarnia (Rakvičkárna)
- 1965: Hra s kameny
- 1965: Johann Sebastian Bach: Fantasia g-moll
- 1964: Poslední trik pana Schwarcewalldea a pana Edgara

### Reżyser
- 2005: Szaleni (Šílení)
- 2000: Mały Otik (Otesánek)
- 1996: Spiskowcy rozkoszy (Spiklenci slasti)
- 1994: Faust
- 1992: Jídlo
- 1990: Konec stalinismu v Čechách
- 1989: Ciemność, światło, ciemność (Tma/Světlo/Tma)
- 1989: Meat Love
- 1989: Flora
- 1989: Animated Self-Portraits
- 1988: Męskie gry (Mužné hry)
- 1988: Another Kind of Love
- 1988: Coś z Alicji (Něco z Alenky)
- 1983: Wahadło, studnia i nadzieja (Kyvadlo, jáma a naděje)
- 1983: Do piwnicy (Do pivnice)
- 1982: Wymiar dialogu (Možnosti dialogu)
- 1981: Zánik domu Usheru
- 1977: Otrantský zámek
- 1972: Leonarduv denik
- 1971: Zvahlav aneb Saticky Slameného Huberta
- 1970: Kaplica czaszek (Kostnice)
- 1970: Don Šajn
- 1969: Cichy tydzień w domu (Tichý týden v domě)
- 1968: Mieszkanie (Byt)
- 1968: Picknick mit Weissmann
- 1968: Ogród (Zahrada)
- 1967: Historia natury (Historia Naturae, Suita)
- 1966: Et Cetera
- 1966: Trumniarnia (Rakvičkárna)
- 1965: Hra s kameny
- 1965: Johann Sebastian Bach: Fantasia g-moll
- 1964: Poslední trik pana Schwarcewalldea a pana Edgara

### Scenografia
- 2005: Szaleni (Šílení)
- 2000: Mały Otik (Otesánek)
- 1996: Spiskowcy rozkoszy (Spiklenci slasti)
- 1994: Faust
- 1992: Jídlo
- 1990: Konec stalinismu v Čechách
- 1989: Ciemność, światło, ciemność (Tma/Světlo/Tma)
- 1989: Meat Love
- 1989: Flora
- 1988: Męskie gry (Mužné hry)
- 1988: Another Kind of Love
- 1983: Wahadło, studnia i nadzieja (Kyvadlo, jáma a naděje)
- 1982: Wymiar dialogu (Možnosti dialogu)
- 1981: Zánik domu Usheru
- 1977: Otrantský zámek
- 1971: Zvahlav aneb Šatičky Slameného Huberta
- 1970: Kaplica czaszek (Kostnice)
- 1970: Don Šajn
- 1969: Cichy tydzień w domu (Tichý týden v domě)
- 1968: Picknick mit Weissmann
- 1967: Historia natury (Historia Naturae, Suita)
- 1966: Et Cetera
- 1966: Trumniarnia (Rakvičkárna)
- 1965: Johann Sebastian Bach: Fantasia g-moll
- 1965: Hra s kameny
- 1964: Poslední trik pana Schwarcewalldea a pana Edgara

### Aktor
- 1995: Amour fou – Ludvík Sváb, L’ jako on sam
- 1990: Animator of Prague, The jako on sam

### Producent
- 2000: Mały Otik (Otesánek)

### Kostiumy
- 2005: Szaleni (Šílení)
- 2000: Mały Otik (Otesánek)
- 1996: Spiskowcy rozkoszy (Spiklenci slasti)